# Facultad de Ciencias Sociales (Universidad de Salamanca)
La Facultad de Ciencias Sociales de la Universidad de Salamanca se crea en octubre de 1991, cuando se implanta la Licenciatura en Sociología y se integran en el nuevo centro universitario las Diplomaturas en Relaciones Laborales y en Trabajo Social, que hasta entonces venían siendo impartidas, respectivamente, en las Escuelas Universitarias de Graduados Sociales y de Trabajo Social. 

## Historia y descripción
A partir de 1994 se añade la Licenciatura en Comunicación. Con ello se recupera simbólica e institucionalmente una de las señas de identidad de la Universidad de Salamanca, en la que históricamente los estudios sobre la realidad social habían gozado de singular importancia. La Facultad de Ciencias Sociales recoge la herencia de la Escuela de Salamanca del Siglo de Oro, la de Fray Bernardino de Sahagún y, sobre todo, de la Ilustración española e iberoamericana, que halló su casa en estas aulas con figuras como Ramón de Salas y Cortés o Toribio Núñez.
Actualmente, la Facultad se encuentra ubicada en el edificio F.E.S. del Campus "Miguel de Unamuno". Hasta 1994 la Facultad tuvo su sede en el edificio del Colegio Mayor de Santiago o de Fonseca.
La fiesta de la Facultad es el 10 de diciembre, día de la Declaración Universal de los Derechos Humanos.
A los efectos de ceremonial universitario, el color identificador de la Facultad es el naranja, que comparte con el resto de las Facultades de Ciencias Económicas y Ciencias Sociales españolas, herederas todas ellas de la Facultad de Ciencias Políticas y Económicas de la Universidad Complutense, que surgió en la década de 1950 al calor de la primera cátedra de Sociología de España —la segunda más antigua de Europa y solo posterior a las de Emile Durkheim en Burdeos— fundada en 1898 y ocupada originariamente por el profesor Manuel Sales y Ferré.
En el presente, ofrece estudios de grado en Antropología Social, en Comunicación Audiovisual, en Relaciones Laborales y Recursos Humanos, en Sociología y en Trabajo Social, así como una variedad de estudios de posgrado. El grado en Sociología figura regularmente entre las tres primeras posiciones de los rankings nacionales y destaca también en los internacionales. 

## Catálogo de títulos
- Grados: Sociología, Trabajo Social, Comunicación Audiovisual, Relaciones Laborales y Recursos Humanos, Antropología Social.

## Equipo de Gobierno curso 2023/24-
- Decano: Prof. Prof. Dra, Purificación Morgado Panadero.
- Vicedecanas: Prof. Dra. María José Sánchez García; Prof. Dr. Arsenio da Costa; Prof. Dra. Maribel Rodríguez Fidalgo.
- Secretario: Prof.Dr. Javier Herrero.

## Enlaces
- Página oficial facultad CC.sociales de la USAL.

- Datos: Q5854742
- Multimedia: Facultad de Ciencias Sociales (Universidad de Salamanca) / Q5854742